# موازين الأسماء
موازين الأسماء لكلِّ اسمٍ مُتمكّنٍ ميزانٌ يُوزَنُ به.
وإن كان في الاسم زيادةٌ في وزنه، فضاربٌ على وزنِ «فاعلٌ» ومضروبٌ على وزن «مفعولٌ» ومفتاحٌ على وزن «مِفعالٌ» وانطلاقٌ على وزن «انفِعالٌ»، واستغفارٌ على وزن «استفعالٌ».
إلا إذا كان الزائد من جنس أحرف الاسم، فَتكرَّرُ في الميزان ما يماثلهُ من أَحرفه. فَمُعظَمٌ على زون «مُفَعّلٌ»، بتكرار عينِ الميزان. ومُغْرَوْرِقٌ على وزن «مُفْعَوْعِلٌ» بتكرار عينِ الميزان، واسودادٌ على وزن «افعِلالٌ» بتكرار لام الميزان. ولا يزاد في الميزان الحرفُ الزائدُ نفسُهُ، فلا يقالُ في وزن مُعظّمٍ «مُفَعظِلٌ» ولا في وزن مُغرورِقٍ «مُفعَوْرلٌ» ولا في وزن اسودادٍ «افعِلادٌ».

## أوزان الأسماء الثلاثية المجردة
للثلاثيّ المجرد، من الأسماء عشرةُ أوزانٍ وهي:
- فَعْلٌ، ويكونُ اسماً: كشمسٍ، وصفةً: كسَهْلٍ.
- فَعَلٌ، ويكونُ اسماً: كفَرَسٍ، وصفةً: كبَطلٍ.
- فَعِلٌ، ويكونُ اسماً: ككَبِدٍ، وصفةً: كحَذِرٍِ.
- فَعُلٌ، ويكونُ اسماً: كرَجُلٍ، وصفةً: كيَقُظٍ.
- فِعْلٌ، ويكونُ اسماً: كعِدْلٍ، وصفةً: كنِكْسٍ.
- فِعَلٌ، ويكونُ اسماً: كعِنَبٍ، وصفةً: كماءٍ رَوِيٍّ.
- فِعِلٌ، ويكون اسماً: كإبلٍ، وصفةً: كأتانٍ إِبدٍ.
- فُعْلٌ، ويكونُ اسماً: كقُفْلٍ، وصفةً: كحُلْوٍ.
- فُعَلٌ، ويكونُ اسماً: كصُرَدٍ، وصفةً: كحُطمٍ.
- فُعُلٌ، ويكونُ اسماً: كعُنُقٍ، وصفةً: كجُنُبٍ.

## أوزان الأسماء الرباعية المجردة
للرُّباعيّ المجردِ من الأسماء ستة أوزانٍ وهي:
- فَعْلَلٌ، ويكونُ اسماً: كجعفَرٍ، وصفةً: كشَهْربٍ.
- فِعْلِلٌ، ويكونُ اسماً: كزِبرجٍ، وصفةً: كخِرمِسٍ.
- فِعْلَلٌ، ويكونُ اسماً: كدِرْهمٍ، وصفةً: كهِبْلَعٍ.
- فُعْلُلٌ، ويكونُ اسماً: كُبرْثُنٍ، وصفةً: كجُرْشِعٍ.
- فِعَلْلٌ (فِعَلٌّ)، ويكونُ اسماً: كفطَحْلٍ، وصفةً: كسِبَطْرٍ.
- فُعْلَلٌ، ويكون اسماً: كجُخْدَبٍ، وصفةً: كجُرْشَعٍ.

وكلُّ ما ورَدَ من الأسماءِ والصفاتِ على هذا الوزن (أي السادسِ) جاز أن يكونَ على الوزن الرابع: «فُعْلُلٍ». ولذلكَ عَدَّهُ جُمهورٌ من العلماءِ فرعاً عنه.
وقد ثبت بالاستقراء أنَّ الرباعي لا بدَّ من إسكان ثانيه أوثالثه، كيلا تتولى أربع حركاتٍ في كلمةٍ واحدة، وذلك ممنوعٌ.

## أوزان الأسماء الخماسية
للخماسيّ المجرّدِ، من الأسماءِ، أربعةُ أوزانٍ. وهي:
- فَعَلَّلٌ، ويكونُ اسماً: كسفَرجلٍ، وصفةً: كشَمَرْدَلٍ.
- فَعْلَلِلٌ، ولم يجيءْ إلا صفةً: كجَحْمَرِشٍ.
- فِعْلَلٌّ، ويكونُ اسماً: كزِنْجَفْرٍ، وصفةً: كجِردَحْلٍ.
- فُعَلِّلٌ، ويكونُ اسماً: كخُزَعْبِلٍ، وصفةً: كقُذَعْمِلٍ.

وكل ما خرج عما تقدَّم، من أوزان المجردات الثلاثية والرباعية والخماسية، شاذٌّ أو مزيدٌ فيه أو محذوفٌ منه، أو مُركَّبٌ أو أعجميٌّ.

## أوزان الأسماء المزيدة فيها
للمزيدِ فيه، من الأسماء أوزانٌ كثيرةٌ لا ضابطَ لها.
وأحرفُ الزيادةِ عشرةٌ، وهي أحرفُ «سألتُمُونيها».
ولا يُحكَمُ بزيادةِ حرفٍ إلا إذا كان معه ثلاثةُ أحرفِ أصول.
والحرفُ الذي يَلزمُ تصاريفَ الكلمةِ، هو الحرفِ الأصليُّ. والذيَ يَسقط في بعض تصاريفها هو الزائد.
والحكمُ بالزيادة والأصالة إنما هو للأسماء العربية المُتمكِّنَة: أما الأسماءُ المبنيَّة، والأسماءُ الأعجميَّة، فلا وجهَ للحُكم بزيادة شيءٍ فيها.